# Upplands runinskrifter 893
Upplands runinskrifter 893 är en runsten som står mellan två åkrar vid Högby i Uppsala kommun i Uppland. Ristningen slingrar sig ut på stenens vänstra kortsida och drakdjurets huvud är avbildat från sidan men även ovanifrån. Stenen är sedan 1925 stående i en cementsockel.
Stenen är ristad och signerad av Öpir.

## Inskriften

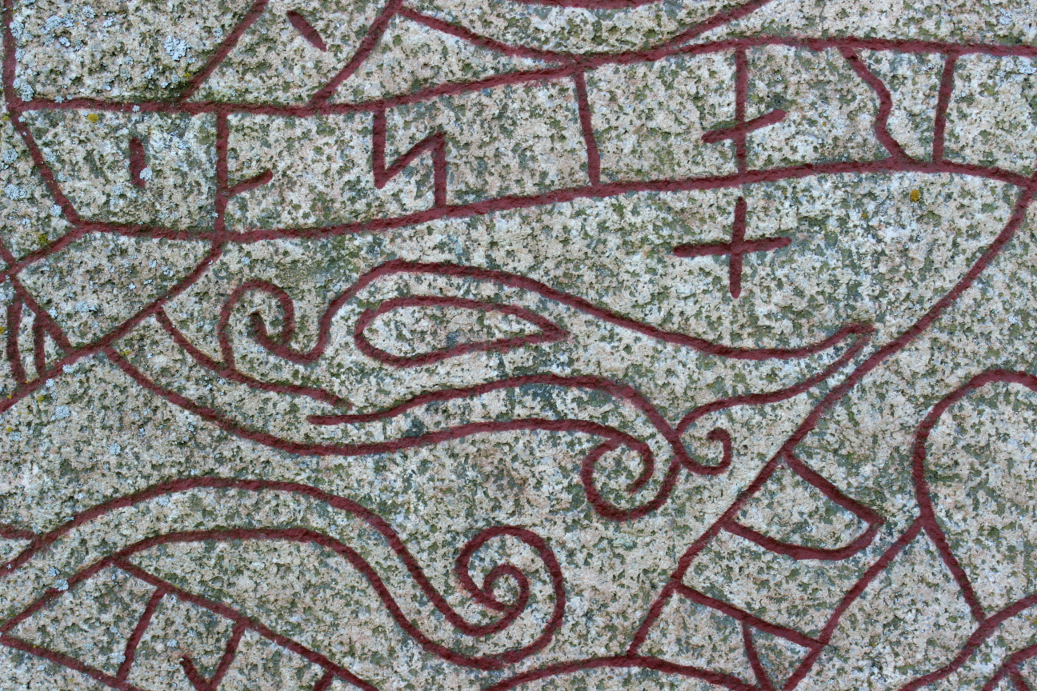
Närbild av drakens huvud

Translitterering av runraden:
' uitr ' uk × anuntr · uk ' ikikiarþ ' litu raisa ' stin ' at ' uik-iarn ' faþur ' sin ' ubiʀ ' risti
Normalisering till runsvenska:
Øyndr ok Anundr ok Ingigærð letu ræisa stæin at Vig[b]iarn, faður sinn. Øpiʀ risti.
Översättning till nusvenska:
Öind och Anund och Ingegärd läto resa stenen efter Vigbjörn, sin fader. Öpir ristade.